# Мохаррам (пулемёт)
Мохаррам, иногда Мухаррам, (MGG-50) — иранский 6-ствольный пулемёт схемы Гатлинга под патрон 12,7 х 108 мм Корпуса стражей исламской революции. Чаще всего устанавливается на пикапах и других лёгких транспортных средствах, а также на военно-морских судах. Имеет внешнее питание и имеет скорострельность до 2500 выстрелов в минуту.
Пулемёт был представлен вместе с ПТРК «Ахгар» на параде 18 апреля 2014 года, на котором присутствовал президент Ирана Хасан Рухани вместе с военачальниками.